# ريتشارد إس. بوردمان
ريتشارد إس. بوردمان (بالإنجليزية: Richard S. Boardman)‏ هو إحاثي أمريكي، ولد في 1923، وتوفي في 2011.